# Monastero di Camaldoli
Il monastero di Camaldoli è un complesso monastico situato a tre chilometri dall'Eremo di Camaldoli, nel comune di Poppi. Nel luglio del 1943 ospitò i lavori che portarono alla redazione del Codice di Camaldoli.

## Storia
Sorge a 818 metri sul livello del mare ed è situato presso le rive di uno dei rami del fiume Archiano, citato da Dante Alighieri (Purgatorio, canto quinto, versetto 94). Il complesso architettonico è composto dall'antico ospizio o foresteria, dalla chiesa e dal monastero.
Venne edificato a partire dal 1046, quando nei pressi della chiesa i monaci costruirono un piccolo ospedale. I lavori di edificazione dell'attuale monastero iniziarono nel XVI secolo e videro l'ingrandimento del chiostro sul lato nord della chiesa e sul lato ovest dell'ospedale che venne inglobato. I lavori erano conclusi nel 1611. Camaldoli era conosciuta anche col nome di Fontebuona per la qualità e la ricchezza delle acque che vennero celebrate dalla fontana monumentale che Ambrogio Traversari fece costruire di fronte all'ingresso del monastero.
Allo scoppio della seconda guerra mondiale, il 30 ottobre 1940, furono trasferite in custodia al Monastero di Camaldoli un centinaio di opere d'arte dalla Galleria degli Uffizi. Facevano parte di un nucleo di opere provenienti dai musei fiorentini che furono distribuite nella zona anche presso il Castello dei Conti Guidi (Poppi) e quindi anche nella Villa Bocci a Soci (Bibbiena). Il momento più critico fu nel corso dell'occupazione tedesca e del passaggio del fronte, 1943-45. Camaldoli venne a trovasi a ridosso della Linea Gotica, affollata da oltre 700 sfollati, inclusi a varie riprese: militari inglesi fuggiti, renitenti alla leva, ricercati politici. Il Priore di Camaldoli don Antonio Buffadini riuscì ad evitare il peggio per le persone rifugiatesi nel monastero e a prevenire il trafugamento delle opere d'arte da parte dei tedeschi (cosa che invece avvenne per le opere custodite a Poppi e Soci), facendosi forza della sua conoscenza del tedesco e della bandiera vaticana issata sull'edificio.

## Descrizione

### Monastero
Caratterizzato da linee molto sobrie venne ingrandito nel XVI secolo. L'edificio è raccolto intorno al chiostro centrale che presenta sul lato sud e sul lato ovest, i lati esposti al sole, una serie di archi a tutto sesto poggianti su colonne con capitelli ionici. Sui lati nord e est, quelli battuti da venti gelidi, sono presente solo alcune finestre anch'esse ad arco.
Al piano superiore del chiostro sono presenti dei corridoi con volta a botte e nel più lungo, circa 85 metri, sulla botte di copertura vi è una decorazione costituita da una serie di velette con fregi di vario genere. Su questi corridoi si aprono le celle dei monaci.

### Refettorio
L'ambiente venne costruito a partire nel 1572 e fu completato, con i suoi arredi, nel 1609 ed è caratterizzato da semplici e sobrie linee del manierismo toscano. È arredata con stalli in noce e da tavoli dalla linea severa. Il soffitto a cassettoni, di grande ed originale ricchezza decorativa e completato da rosoni lignei, fu realizzato nel 1575 ed è opera del legnaiolo fiorentino Giovanni Dominici, mentre un monaco scultore, Simone, è l'autore della statua della Madonna in legno policromo. Alla fine del XVIII secolo il soffitto venne decorato con tutta una serie di teste alate in cartapesta che appesantirono l'opera; vennero tutte sostituite con copie durante i lavori di ristrutturazione, condotti dalla Sovrintendenza ai monumenti, nel 1971.
Sopra la porta d'ingresso è situato un pulpito di pietra serena che veniva usato per la lettura di testi sacri durante i pranzi. Alle pareti sono inoltre alcuni dipinti del XVII e del XVIII secolo. Tra i più interessanti sono le due tele ai lati del pulpito di Lorenzo Lippi che raffigurano il Trionfo di Davide e Giacobbe che abbevera la pecora di Rachele, che sono versioni più ridotte di altri dipinti di uguale soggetto del pittore, e che furono trasferiti nel 1935 dal fiorentino, ma camaldolese Monastero di Santa Maria degli Angeli. Nell'ambiente sono collocate anche due tele attribuite al pittore fiorentino Giovanni Camillo Sagrestani raffiguranti la Deposizione dalla Croce e la Resurrezione di Cristo. L'intera superficie della parete di fondo è invece occupata da una tela del Cristoforo Roncalli detto il Pomarancio, raffigurante Cristo servito dagli angeli, ed è stata realizzata sul posto nel 1611.

## Chiesa

### Storia

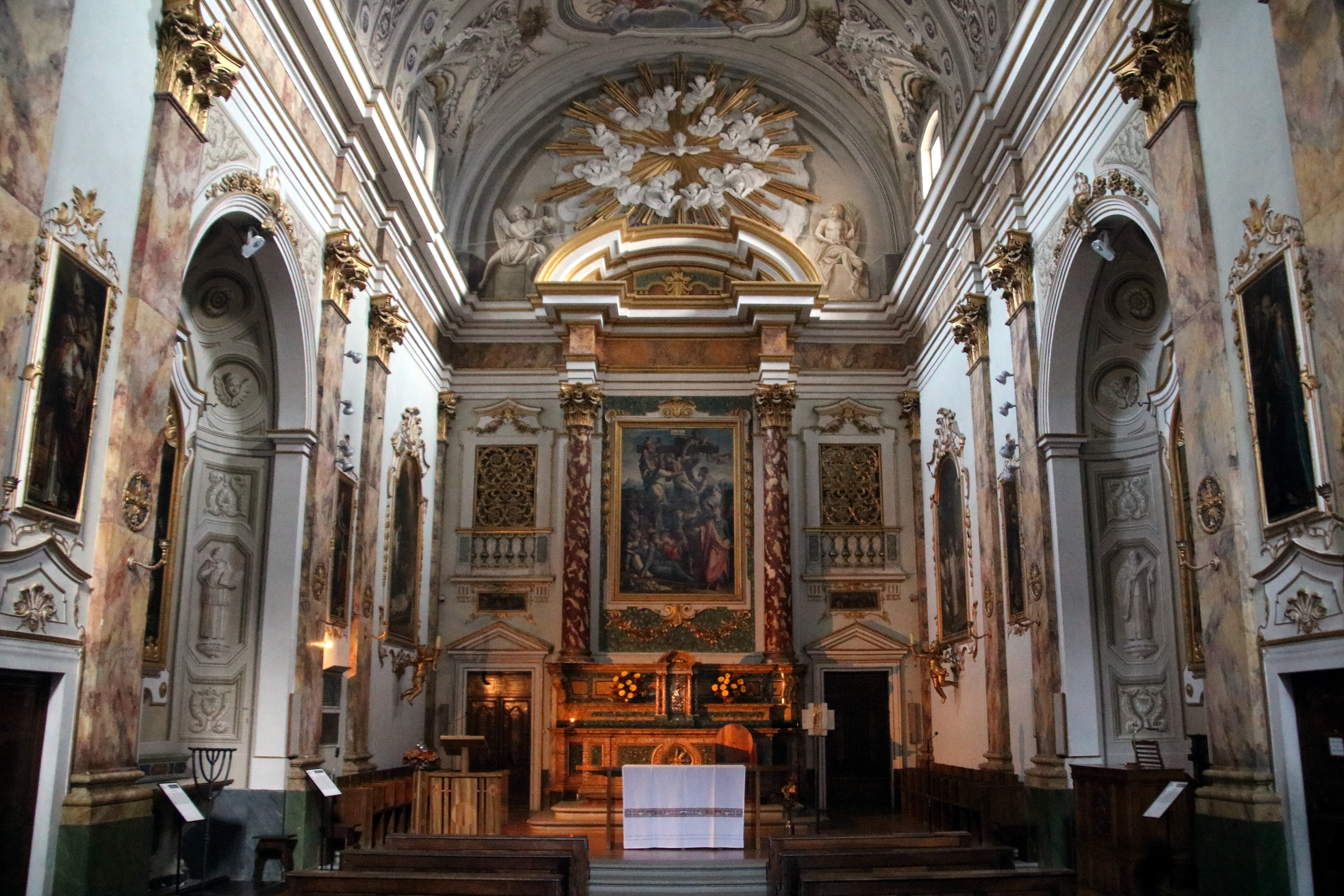
Monastero di Camaldoli (Poppi), Chiesa dei Santi Donato e Ilariano, interno.

La chiesa, dedicata a san Donato d'Arezzo e a sant'Ilariano, sorge su un'area occupata da ben quattro chiese succedutesi nel corso dei secoli. In occasione di scavi archeologici effettuati nel 1979 vennero messi in luce i resti della struttura distrutta dopo un incendio nel 1203 e fu possibile osservare la sovrapposizione degli edifici.
La chiesa venne ricostruita all'inizio del XIII secolo e venne decorata nel 1361 da una serie di affreschi realizzati da Spinello Aretino. Col passare dei secoli l'edificio era notevolmente danneggiato e all'inizio del XVI secolo il priore generale dell'Ordine Camaldolese Pietro Delfino dette l'approvazione per la ricostruzione totale dell'edificio. Si prese a modello la chiesa del monastero camaldolese di San Michele a Venezia.
Una nuova ristrutturazione venne effettuata nel XVIII secolo. Questi lavori vennero completati nel 1775 da maestranze fiorentine. Dopo questi lavori la chiesa risultò completamente modificata. Venne infatti accorciata la pianta dell'edificio, vennero creati lesene e archi laterali in cui furono realizzate delle cappelle con altari; il soffitto, precedentemente a cassettoni venne trasformato in uno a volta. Lo spazio absidale venne chiuso con una parete e suddiviso in due piani. Nel piano inferiore, allo stesso livello del presbiterio, venne allestita la sacrestia mente in quello superiore venne realizzato il coro monastico. Nella struttura architettonica è ancora evidente, nonostante i lavori di adattamento, l'antico volume dell'abside.

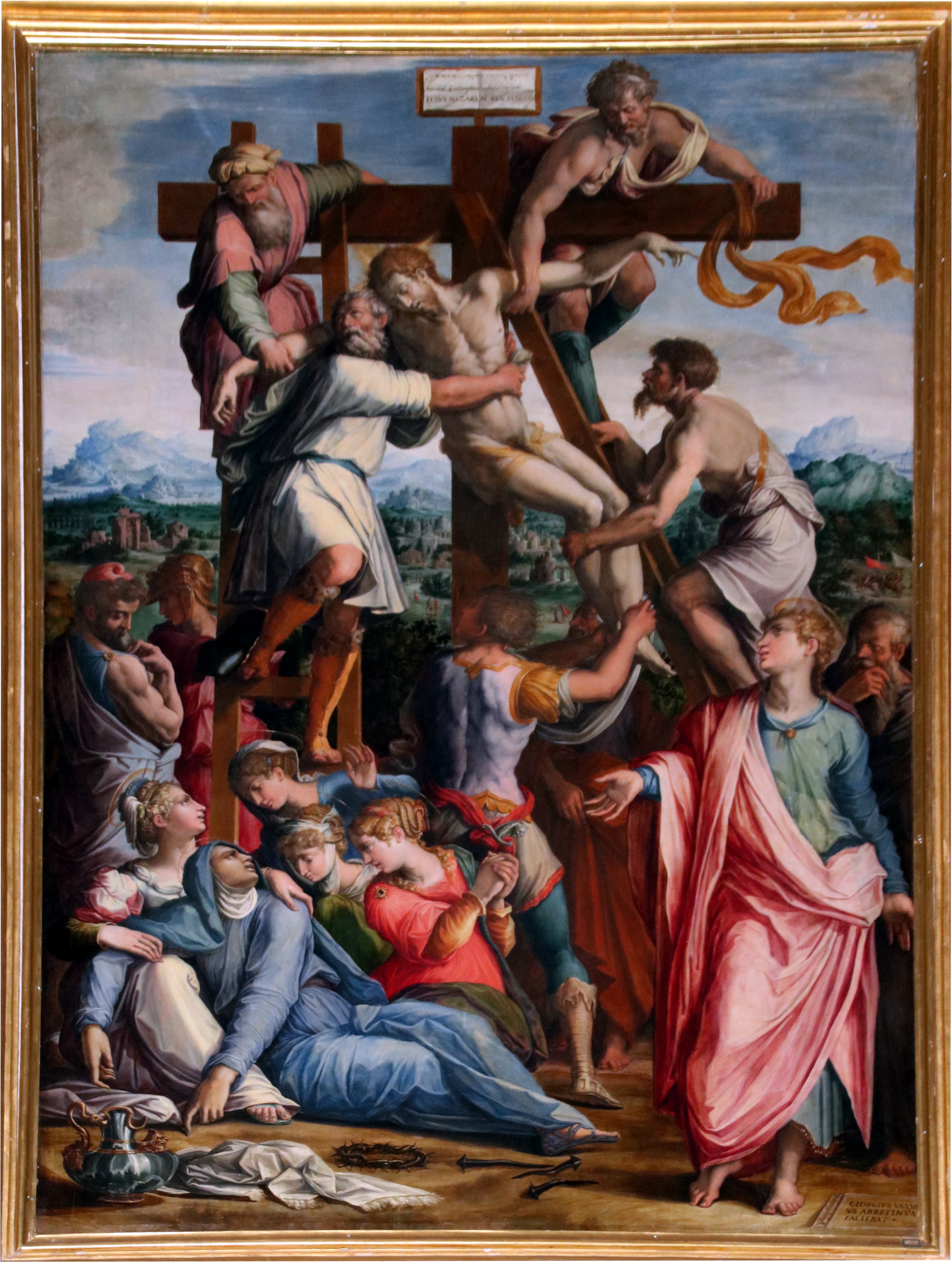
Giorgio Vasari, La Deposizione, 1540

### Navata
La chiesa conserva la navata unica. Tra le opere d'arte presenti all'interno spiccano le sette tavole realizzate da Giorgio Vasari per il precedente edificio cinquecentesco. Agli altari delle cappelle situate vicino al presbiterio, sono due sue pale, provenienti dai due altari del tramezzo cinquecentesco, demolito nel Settecento. La Vergine in Trono tra San Giovanni Battista e San Girolamo, del 1537, è la sua prima realizzata a Camaldoli, ancora piuttosto influenzata dai modelli fiorentini del primo Cinquecento, soprattutto da Andrea del Sarto. Essa mostra nel paesaggio dipinto nello sfondo il monastero e l'eremo di Camaldoli così come apparivano nel Cinquecento. L'altra rappresenta la Natività di Cristo, firmata e datata 1538 in un cartiglio in primo piano e presenta diversi spunti fiammingheggianti. Entrambe ebbero le notevoli cornici dorate nel Settecento. Al centro della navata spiccano due tavole dagli intensi valori cromatici realizzate da Giorgio Vasari. In quella di sinistra sono raffigurati i titolari della chiesa San Donato, vescovo e martire, e San Ilariano monaco. In quella di destra vi sono raffigurati San Pier Damiano e San Romualdo. Queste due opere facevano parte di un trittico realizzato nel corso del terzo soggiorno del pittore al monastero, nelle estati del 1539 e 1540, anno in cui fu completato e sostituì una precedente tavola di Spinello Aretino, andata perduta. In seguito smembrato, la grande 'macchina' aveva al centro la Deposizione, che nel Settecento fu posta all'altare maggiore.
Nella navata sono presenti anche le tele raffiguranti la Vita di San Romualdo, che sono state realizzate da Santi Pacini intorno al 1775, raffiguranti San Romualdo che riceve dal conte Maldolo la donazione della terra, San Romualdo accoglie i nobili discepoli Placido e Mauro bambini,e quello con le Ss. Scolastica e Geltrude e il beato Michele Pini. Lo stesso pittore è autore anche dell'affresco situato sulla volta e rappresentante la Vergine in Gloria che presenta alla SS. Trinità i SS. Romualdo e Benedetto. Nel presbiterio, delimitato da scalini in pietra, vi sono due delle quattro tele di autore ignoto che raffigurano gli Evangelisti mentre le altre due sono nella navata.

### Coro monastico
Il coro, creato nei lavori tardosettecenteschi, contiene stalli in noce datati 1774, di un sobrio ed elegante stile tardo barocco. Sopra agli stalli è un affresco di Santi Pacini raffigurante l'Insegnamento di San Romualdo ai primi discepoli. Lo stesso Pacini è anche l'autore del dipinto che orna la cupola; raffigura la Gloria di Maria.
Di maggiore importanza sono le tavolette dipinte da Giorgio Vasari. Queste tavole componevano la predella della Deposizione che ornava l'altare maggiore cinquecentesco;il polittico venne smembrato nel 1775. Le tavolette raffigurano: il Sacrificio di Isacco, la Pasqua in Egitto, la Manna nel deserto e infine il Cenacolo. Alla scuola di Vasari appartiene invece la tavola raffigurante l'Annunciazione posta su una parete del vano.

### Sacrestia e Aula capitolare
Risalgono entrambe allo stesso periodo del coro. Nell'aula capitolare è conservata l'immagine della Madonna del Conforto, patrona della Congregazione Camaldolese e della Diocesi di Arezzo.

## Farmacia
Nel 1046 i monaci avevano edificato un piccolo ospedale per poter curare gli ammalati dei paesi vicini. In quella struttura i pazienti venivano curati gratuitamente e l'assistenza sanitaria veniva garantita dal medico di Poppi che era stipendiato dagli stessi monaci che, in caso di decesso, provvedevano a loro spese a garantire le esequie e la sepoltura. Le salme venivano deposte nei loculi situati sotto il pavimento del corridoi inferiore. L'ospedale rimase in uso fino alla soppressione napoleonica del 1810.
Dell'ospedale rimane l'antica Farmacia o meglio l'antico laboratorio galenico dove venivano preparate e lavorate le erbe per la preparazione dei medicinali. Nel monastero sono conservati documenti con al loro interno ricette risalenti al XV - XVI secolo.
Si conservano ancora molti strumenti facenti parte dell'antico gabinetto galenico come alambicchi, mortai, fornelli e sono ancora presenti libri e prontuari medievali.

## Foresteria
La Foresteria costituì la prima costruzione del monastero di Camaldoli. Durante il priorato del Beato Rodolfo (1074-1089) qui venne organizzato il monastero che già dal 1080 accoglieva chi si voleva dedicare alla vita monastica e sempre in quel periodo venne costruito il chiostro detto di Maldolo che tuttora funge da sala di accoglienza per i visitatori.
Nei primi anni del XV secolo sotto la guida del priore Ambrogio Traversari venne organizzatala la prima scuola per la preparazione culturale dei novizi e per poter date un alloggio a questi ultimi venne realizzato il secondo chiostro, in stile rinascimentale, detto dei Fanciulli.
Nella foresteria nella seconda metà del Quattrocento alloggiò anche Lorenzo il Magnifico, con la sua corte di letterati composta da Marsilio Ficino, Leon Battista Alberti, Cristoforo Landino e altri. Vi erano giunti per avviare un confronto con i monaci sulle ricerche e sugli interrogativi che il Rinascimento poneva. Per poterli meglio alloggiare il priore generale Mariotto Allegri fece ristrutturare il piano superiore del chiostro di Maldolo per poterne ricavare appartamenti e sale per la discussione. Lo stesso priore presiedette quei consessi che poi avrebbero dato inizio alle Accademie Camaldolesi da cui Cristoforo Landino trasse la sua opera Disputatioum Camaldulensium libri IV che dedicò a Federico da Montefeltro, Duca di Urbino.
La sala delle dispute è conservata com'era allora e intitolata al Landino è ancora usata per convegni letterari. Le soppressioni ecclesiastiche dell'epoca napoleonica e sabauda tolsero tutto ai monaci e solo nel 1934 poterono riprendere possesso di questo luogo che si trovava in uno stato di totale abbandono. Nel 1954 venne completamente restaurato. Dal 1934 la comunità ha ripreso ad accogliere ospiti e ad ospitare convegni di studi teologici per laici ("Settimane teologiche") che per molti anni furono condotti da Giovan Battista Montini, il futuro Paolo VI e in seguito da docenti universitari. La foresteria è disposta su tre piani e può ospitare fino a 200 persone.

### Biblioteca della foresteria
La biblioteca della foresteria raccoglie circa 35.000 volumi ed è situata allo stesso piano che accolse le accademie rinascimentali ed è installata in un ambiente appositamente predisposto.